# Gillis Claeszon Hondecoeter

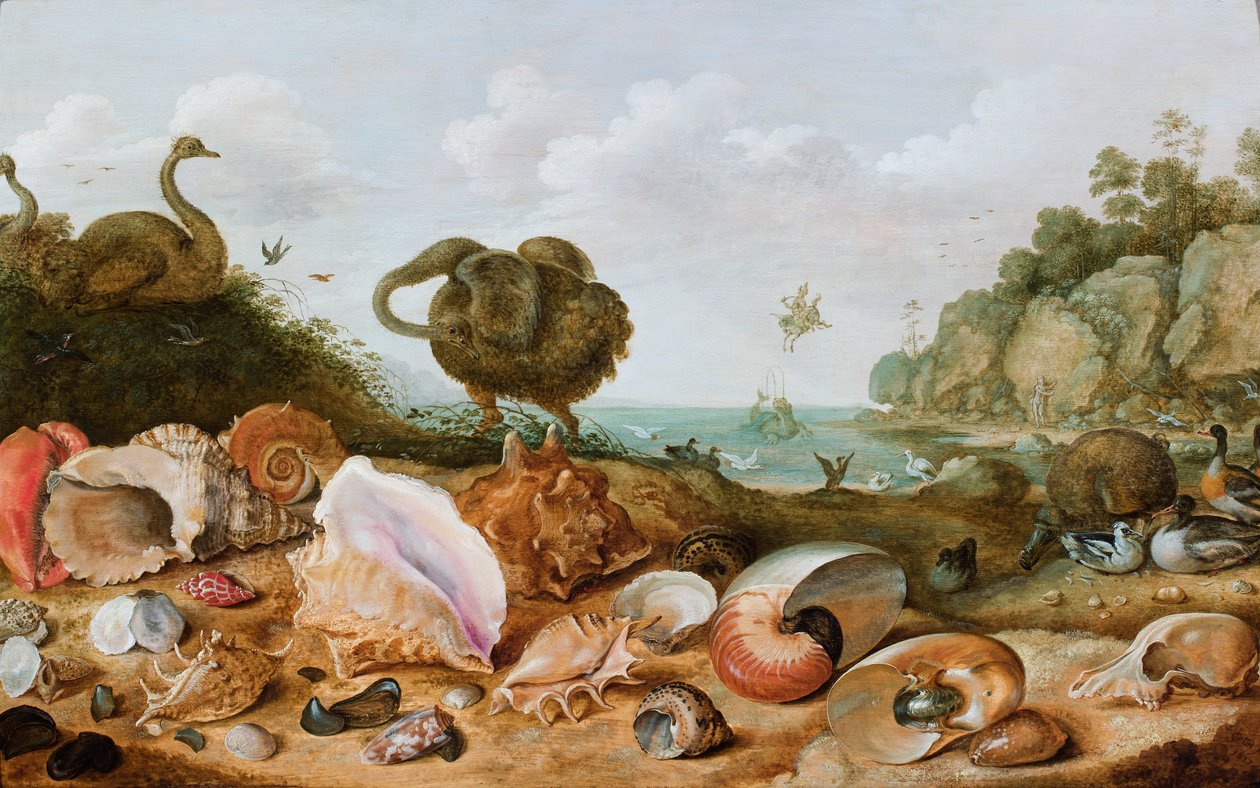
Perseus och Andromeda med en dront och snäckskal, 1627.

Gillis Claeszon Hondecoeter (även Gillis Claesz d' Hondecoeter), död 1638, var en holländsk målare. Han var farfar till Melchior d'Hondecoeter
Hondecoeter målade i allmänhet skogslandskap med vid horisont. Ofta förekommer ett rikt djurstaffage, såsom i Nationalmuseums målning Orfeus med djuren. Hans son Gijsbert Gilliszon Hondecoeter målade med förkärlek landskapspartier med rikt fågelliv, i synnerhet vattenfåglar var hans favoriter. Han är även representerad vid bland annat Göteborgs konstmuseum.